# Списки звёзд

Ниже приведены списки звёзд. Это списки астрономических объектов, которые проводят некоторую часть своего существования, генерируя энергию посредством термоядерного синтеза.

## Списки звёзд по местоположению
- Категория:Списки звёзд по созвездиям (см. также Список созвездий)

## Списки звёзд по именам
- Список названий звёзд
- Список арабских звёздных имён[англ.]
- Список китайских звёздных имён[англ.]
- Список звёзд, названных в честь людей[англ.]

## Списки звёзд по близости к Земле
- Список ближайших звёзд до 16,3 световых лет
- Список звёзд в пределах 20–25 световых лет
- Список звёзд в пределах 25–30 световых лет
- Список звёзд в пределах 30–35 световых лет
- Список звёзд в пределах 35–40 световых лет
- Список звёзд в пределах 40–45 световых лет
- Список звёзд в пределах 45–50 световых лет
- Список звёзд в пределах 50–55 световых лет
- Список звёзд в пределах 55–60 световых лет
- Список звёзд в пределах 60–65 световых лет
- Список звёзд в пределах 65–70 световых лет
- Список звёзд в пределах 70–75 световых лет
- Список ближайших ярких звёзд
- Список самых ярких звёзд
- Список звёзд более ярких, чем любая другая более близкая звезда

## Списки звёзд по физическим характеристикам
- Список самых ярких звёзд
- Список звёзд с наибольшей светимостью
- Список наиболее массивных звёзд
- Список крупнейших звёзд
- Список самых старых звёзд[англ.]
- Список наименее массивных звёзд
- Список самых маленьких звёзд

## Списки звёзд по переменности или другим факторам
- Список наиболее известных переменных звёзд
- Список полуправильных переменных звёзд
- Список звёзд — кандидатов в сверхновые
- Список многопланетных систем
- Список коричневых карликов
- Список белых карликов
- Список звёзд — кандидатов в чёрные дыры

## Другие списки звёзд
- Список гипотетических звёзд
- Список звёзд с экстремальными параметрами
- Список сверхновых
- Список звёзд -аналогов Солнца
- Список навигационных звёзд
- Список звёзд и планетных систем в фантастике
- Списки реальных астрономических мест в фантастике
- Список самых ярких звёзд в галактике Млечный Путь и галактиках других
- Список звезд с разрешенными поверхностями

### Другие звёзды
Ниже приведен список особо заметных реальных или гипотетических звёзд, которые имеют свои статьи в Википедии, но не включены в списки выше.
- BPM 37093 — алмазная звезда
- Лебедь X-1 — рентгеновский источник
- GY Андромеды — пекулярная звезда
- MACS J1149 Lensed Star 1 — самая отдаленная звезда, на расстоянии 9 миллиардов световых лет[1][2].
- EBLM J0555-57 — одна из самых маленьких звёзд, когда-либо обнаруженных
- P Лебедя — внезапно вспыхнула в XVII веке
- WNC4 — объект Мессье
- Дзета Волопаса — двойная система, на которой тестировался метод спекл-интерферометрия